# Atwa Piparia
Atwa Piparia fou un antic principat de l'Índia, situat al districte de Kheri al Oudh, avui Uttar Pradesh, entre els rius Kathna i Gumti. Era un territori selvàtic i poc poblat que en conjunt formava una pargana. La població de la pargana el 1881 era de 10.575 habitants. La superfície de la pargana era de 266 km².
Quan es va enfonsar l'Imperi Mogol alguns governadors locals van obtenir la concessió dels pobles que governaven i entre aquestos hi va haver el pare de Bhagwant Singh que dominava Atwa Piparia, com a vassall del rei d'Oudh. A la seva mort el va succeir el seu fill Bhagwant Singh, que va dominar tota la pargana d'Atwa Piparia fins al 1836 quan en va perdre una part. Llavors es va revoltar contra Oudh en revenja per la pèrdua, i durant uns quants anys va portar una vida de bandit amb força èxit. El seu fort a Atwa a la vora del Kathna i en mig d'una jungla densa, li oferia refugi segur i des d'allí dirigia expedicions nocturnes fent saquejos i robatoris de bestiar als districtes veïns. El coronel Sleeman explica que el 1841 Bhagwant Singh i 200 dels seus homes van derrotar tres companyies del rei d'Oudh manades per un oficial europeu, que havien estat enviades per capturar-lo. poc temps després fou assassinat i el seu cap enviat al rei. El principat fou concedit llavors (vers 1844) al capità del rei d'Oudh, Faida Husain Khan. Quan Oudh fou annexionat el 1858 es va arribar a un acord amb el capità, i li fou reconegut el territori com a talukdari per un sanad (decret) que li conferia el dret hereditari sobre la pargana. El 1877 els càrrec de tinent-governador de les Províncies del Nord-oest i el de Comissionat en cap d'Oudh es van reunir en una sola persona i per aquest temps la pargana fou posada sota administració britànica directe.